# Deal Island
Deal Island é uma Região censo-designada localizada no estado americano de Maryland, no Condado de Somerset.

## Demografia
Segundo o censo americano de 2000, a sua população era de 578 habitantes.

## Geografia
De acordo com o United States Census Bureau tem uma área de
13,9 km², dos quais 8,4 km² cobertos por terra e 5,5 km² cobertos por água. Deal Island localiza-se a aproximadamente 1 m acima do nível do mar.

## Localidades na vizinhança
O diagrama seguinte representa as localidades num raio de 20 km ao redor de Deal Island.